# Теперский, Павел Михайлович
Павел Михайлович Теперский — советский военный, государственный и политический деятель, полковник.

## Биография
Родился в 1909 году в Костроме. Член КПСС с 1929 года.
С 1929 года — на хозяйственной, общественной и политической работе. В 1929—1963 гг. — на советской работе в Ярославской губернии, в Советской Армии, на политических должностях в авиации Рабоче-Крестьянской Красной Армии, участник советско-финской войны, начальник политотдела 223-й бомбардировочной авиадивизии 2-го бомбардировочного авиакорпуса, начальник политотдела 4-й гвардейской бомбардировочной авиадивизии, на политической работе в авиации Советской Армии, после выхода на пенсию — в аэроклубе «Карачиха», один из наставников Валентины Терешковой.
Делегат XIX съезда КПСС.
Умер после 1985 года.